# 75. pěší divize (Wehrmacht)
75. pěší divize (německy 75. Infanterie-Division) byla divize německé armády (Wehrmacht) za 2. světové války.

## Historie
75. pěší divize byla založena 26. srpna 1939 ve Schwerinu v rámci druhé sestavovací vlny německé armády. Během roku 1939 a začátkem roku 1940 zajišťovala divize ochranu německých západních hranic v Sárské Falci. Divize se poté účastnila západního tažení. Po kapitulaci Francie byla divize přesunuta do Polska. Během operace Barbarossa byla divize podřízena 6. armádě. S touto armádou postupovala Ukrajinou přes Kyjev. Poté do poloviny roku 1942 bojovala poblíž Bělgorodu.
Následně byla 75. pěší divize podřízena různým armádám a byla několikrát přeskupena, divize byla ještě roku 1942 nasazena v prostoru Voroněže, později na západním okraji Kurského oblouku. Roku 1944 ustupovala přes Karpaty a Beskydy do Horního Slezska. Na jaře 1945 byla divize rozbita Rudou armádou u Ostravy. Zbylí vojáci byli rozděleni do ostatních divizí.

## Velitelé
| Datum             | Hodnost        | Jméno             |
| ----------------- | -------------- | ----------------- |
| 26. srpna 1939    | generálporučík | Ernst Hammer      |
| 5. září 1942      | generálporučík | Erich Diestel     |
| 15. září 1942     | generálporučík | Helmuth Beukemann |
| 10. července 1944 | generálmajor   | Karl Arning       |
| 6. dubna 1945     | generálmajor   | Lothar Berger     |
| květen 1945       | plukovník      | Gerhard Matthaiss |

## Členění
| 1939                       | 1942                      | 1943–1945                 |
| -------------------------- | ------------------------- | ------------------------- |
| Infanterie-Regiment 172    | Grenadier-Regiment 172    | Grenadier-Regiment 172    |
| Infanterie-Regiment 202    | Grenadier-Regiment 202    | Füsilier-Regiment 202     |
| Infanterie-Regiment 222    | Grenadier-Regiment 222    | Grenadier-Regiment 222    |
| Aufklärungs-Abteilung 175  | Radfahr-Abteilung 175     | Füsilier-Bataillon 75     |
| Artillerie-Regiment 175    | Artillerie-Regiment 175   | Artillerie-Regiment 175   |
| Pionier-Bataillon 175      |                           |                           |
| Panzerabwehr-Abteilung 175 | Panzerjäger-Abteilung 175 | Panzerjäger-Abteilung 175 |
| Nachrichten-Abteilung 175  |                           |                           |
| Versorgungseinheiten 175   |                           |                           |
| --                         | Feldersatz-Bataillon 175  | Feldersatz-Bataillon 175  |